# Euplexia depravata
Euplexia depravata är en fjärilsart som beskrevs av M.Gaede 1915. Euplexia depravata ingår i släktet Euplexia och familjen nattflyn. Inga underarter finns listade i Catalogue of Life.